# Tutzing
Tutzing è un comune tedesco di 9 427 abitanti, situato nel land della Baviera, sul lago di Starnberg.
Nel 1904 vi venne stabilita la casa madre della congregazione delle Benedettine missionarie, dette appunto di Tutzing.